# Rzeczny Las
Rzeczny Las – łąki na terenie wsi Potasie w Polsce położona w województwie podlaskim, w powiecie kolneńskim, w gminie Turośl.
Dawna leśniczówka, obecnie teren wsi Potasie, na terenie tym występują pojedyncze zabudowania.

## Historia
W latach 1921–1939 leśniczówka leżała w województwie białostockim, w powiecie kolneńskim (od 1932 w powiecie ostrołęckim), w gminie Turośl.
Według Powszechnego Spisu Ludności z 1921 roku leśniczówka w wyniku wojny polsko-bolszewickiej nie była zamieszkana. Miejscowość należała do parafii rzymskokatolickiej w m. Leman. Podlegała pod Sąd Grodzki w Kolnie i Okręgowy w Łomży; właściwy urząd pocztowy mieścił się w m. Kolno.
W wyniku agresji Niemiec we wrześniu 1939, miejscowość znalazła się pod okupacją i do stycznia 1945 była przyłączona do III Rzeszy i znalazła się w strukturach Landkreis Scharfenwiese (ostrołęcki) w rejencji ciechanowskiej (Regierungsbezirk Zichenau) Prus Wschodnich.
W latach 1975–1998 miejscowość należała administracyjnie do województwa łomżyńskiego.